# 26. Reserve-Infanterie-Division
De 26. Reserve Infanterie-Division was een oorlogsonderdeel van het vml. Württembergse leger. 
De reservedivisie werd opgesteld door de 26. Infanterie-Division in Stuttgart op 2 augustus 1914.

## Organisatie
De reservedivisie bestond uit de volgende eenheden:
- Divisionsstab (staf)
- 51. (Württ.) Reserve-Infanterie-Brigade
  - 10. Infanterie-Regiment Nr. 180
  - Reserve-Infanterie-Regiment Nr. 121
- 52. (Württ.) Reserve-Infanterie-Brigade
  - Reserve-Infanterie-Regiment Nr. 119
  - Reserve-Infanterie-Regiment Nr. 120
- Reserve-Dragoner-Regiment
- Reserve-Feld-Artillerie-Regiment Nr. 26
- 4. Kompanie/II. Pionier-Bataillon Nr. 13
- 1. Reserve-Pionier-Kompanie
- Reserve-Divisions-Brückentrain Nr. 26
- Reserve-Sanitäts-Kompanie Nr. 26
- Reserve-Feldlazarette Nr. 1, 2, 3 en 4 (dienen na elkaar en worden later omgenummerd)
- Reserve-Artillerie-Munitions-Kolonnen Nr. 1, 3 en 4
- Reserve-Infanterie-Munitions-Kolonnen Nr. 1 en 2
- Reserve-Fuhrpark-Kolonnen Nr. 1, 2 en 3
- Reserve-Proviant-Kolonnen Nr. 1 en 2

## Onderbevelstellingen
De divisie was onder bevel gesteld van het XIV. Reserve-Armee-Korps, dat op zijn beurt weer deel uitmaakte van het 7e leger (7. Armee)

## Commandanten
- Vanaf 2 augustus 1914: General der Infanterie Franz von Soden.
- Vanaf 17 december 1916: Generalleutnant Albert von Fritsch.

## Formatiegeschiedenis
In de loop van de oorlog vinden de volgende grotere reorganisaties plaats:
- 10 maart 1915: RIR 120 verlaat de divisie
- mei 1916: oprichting van de 26. Reserve-Artillerie-Brigade
- januari 1917: RIR 99 verlaat de divisie
- februari 1917: RFAR (Reserve-Feld-Artillerie-Regiment) 27 verlaat de divisie
- december 1918: opheffing van de 26. Res. Infanterie-Division

Vanaf 1 mei 1918 is de divisie als volgt georganiseerd:
- Divisionsstab
- 51. (Württ.) Reserve-Infanterie-Brigade
  - Reserve-Infanterie-Regiment Nr. 119
  - Reserve-Infanterie-Regiment Nr. 121
  - 10. Infanterie-Regiment Nr. 180
  - MG-Scharfschützen-Abteilung Nr. 54
- Artillerie-Kommandeur Nr. 122
  - Reserve-Feld-Artillerie-Regiment Nr. 26
  - Fußartillerie-Bataillon Nr. 59
- 2. Eskadron/Ulanen-Regiment „König Wilhelm I.“ (2. Württembergisches) Nr. 20
- Pionier-Bataillon Nr. 326
- Divisions-Nachrichten-Kommandeur Nr. 426
- Reserve-Feldlazarette Nr. 502 und 505
- Feldrekruten-Depot der 26. Reserve-Division

- 9 december 1918: Aanvang van de demobilisatie in Stuttgart; de eerste manschappen worden uit de dienst ontslagen en keren terug naar huis.

## Krijgsverloop
De divisie heeft opgetreden aan het Westfront: Frankrijk en België.

### 1914
Augustus: gevechten in de Vogesen
September: verplaatsing naar Noord-Frankrijk
Oktober: de beweeglijke oorlog verandert in een stellingenoorlog, de divisie graaft zich in in de omgeving van Albert.

### 1915
Geheel 1915 treedt de divisie op aan beide oevers van de Ancre.

### 1916
Stellingenoorlog aan de Somme. Vanaf 1 juli, de grote Engelse aanval, wordt de verdediging meer beweeglijk. Vanaf de tweede week van oktober verplaatst de divisie zich meer naar het noorden en komt een paar kilometer zuid van Arras terecht, waar zij in stelling gaat.

### 1917
Stellingenoorlog zuid van Arras, betrokken bij de slag om Arras in het voorjaar. In de zomer gaat de divisie naar Vlaanderen en raakt betrokken bij de derde slag om Ieper.

### 1918
In de eerste maanden wordt de divisie voorbereid op het grote voorjaarsoffensief, die van start gaat op 21 maart. De Operation Michael (ook wel de Kaiserschlacht genoemd) blijkt de laatste krachttour van het keizerlijke leger maar is slechts de eerste maanden succesvol. De divisie komt terug in haar stellingengebied aan de Somme. Vanaf het einde van haar gevechtspause, half augustus, wordt de divisie teruggedrongen. In oktober neemt zij deel aan de gevechten noord van Cambrai om dan steeds verder naar het noorden terug te trekken. Begin november bevindt de divisie zich in de Antwerpen-Maaslinie, zuidwestelijk van Brussel. Het komt niet meer tot grootse gevechtscontacten.

### en verder
Meteen na 11 november maakt de divisie zich op terug te trekken naar Duitsland en via Luik, Herbestal, Düren in de Eifel gaat het richting Keulen. Vanuit Keulen verplaatst de divisie zich naar Württemberg waar de afzonderlijke onderdelen demobiliseren.